# Suderburg
Suderburg er en kommune og administrationsby i Samtgemeinde Suderburg i den sydvestlige del af Landkreis Uelzen i den nordøstlige del af den tyske delstat Niedersachsen, og en del af Metropolregion Hamburg. Kommunen har et areal på godt 129 km², og en befolkning på godt 4.550 mennesker (2013).

## Geografi
Suderburg ligger i den sydlige del af samtgemeinden, og består ud over byen Suderburg af landsbyerne Bahnsen, Böddenstedt, Hamerstorf, Hösseringen, Holxen og Räber, der indtil 1972 var selvstændige kommuner. Den lille flod Hardau har sit udspring syd for Hösseringen i kommunen, og danner med en opstemning Hardausee et par km syd for Suderburg.